# هجوم السار
هجوم السار (بالفرنسية: Offensive de la Sarre) هو هجوم عسكري محدود شنته القوات الفرنسية على القوات الألمانية في إقليم السار غرب ألمانيا خلال الحرب العالمية الثانية. هدف الفرنسيون من الهجوم إلى دعم حلفائهم البولنديين الذين يتعرضون للهجوم من ألمانيا. بدأ الهجوم في 7 سبتمبر 1939 بعد 4 أيام من إعلان فرنسا الحرب على ألمانيا، قامت القوات الفرنسية بالتقدم 8 كيلومترات داخل الأراضي الألمانية واستولت على 20 قرية أخليت من قبل الجيش الألماني بدون مقاومة. أُوقف الهجوم في 13 سبتمبر بسبب هزيمة بولندا في الحرب وبلغت خسائر الجيش الفرنسي بالهجوم 27 قتيلاً، و22 جريحاً، و28 مفقوداً. أما القوات الجوية الفرنسية فقد خسرت 9 طائرات مقاتلة، 18 طائرة استطلاع. في 21 سبتمبر صدرت الأوامر للقوات الفرنسية من موريس غاملان بالانسحاب إلى خط ماجينو الدفاعي.